# Spaanse Furie (Maastricht)
De Spaanse Furie of Plundering van Maastricht vond plaats op 20 oktober 1576 tijdens de Tachtigjarige Oorlog in de destijds tweeherige, Luiks-Brabantse stad Maastricht. Burgers ondernamen een poging om zich te bevrijden van de lasten die het verblijf van de ingekwartierde troepen met zich meebracht. Gouverneur Francisco de Montesdoca werd gevangengenomen, in samenwerking met een gedeelte van de in de stad gelegerde Duitse huurlingen. De opzet mislukte. De verdreven soldaten wisten met behulp van muitende soldaten uit het Leger van Vlaanderen vanuit Wyck tot een succesvol offensief over te gaan. Zij wisten de stad in te nemen waarbij de stad grotendeels geplunderd werd.

## Voorgeschiedenis
De Spaanse Furie ontstond nadat het Spaanse Rijk in 1575 het staatsbankroet uitriep. Ondanks de enorme rijkdommen die het land vergaarde in de Nieuwe Wereld, kostten de Europese oorlogen die de Spaanse Habsburgers voerden, onder andere die in de Habsburgse Nederlanden, meer geld dan er binnenkwam, waardoor de troepen niet betaald konden worden. Door het uitblijven van soldij kozen huursoldaten er soms voor om door plundering in hun levensonderhoud te voorzien, hoewel dit binnen het leger als een vorm van muiterij werd beschouwd en zwaar bestraft kon worden. Doordat landvoogd Requesens plots overleed op 4 maart 1576 viel het hoogste gezag over de ontevreden troepen uit het Leger van Vlaanderen weg, en tijdens en na het Beleg van Zierikzee begonnen er enkelen in maart en juli 1576 te muiten. Op 26 juli trof de furie Aalst, en later brak er ook muiterij uit in Breda en Lier.
In Maastricht was sinds de Beeldenstorm van 1566 permanent een garnizoen gelegerd, dat bestond uit voornamelijk Spaanse en Duitse huurtroepen. Sinds de benoeming van de Spanjaard Francisco de Montesdoca in 1569 waren er voortdurend spanningen tussen de bevolking en het garnizoen enerzijds, en tussen de Duitse (voor een deel lutherse) en Spaanse soldaten anderzijds. Op kerstnacht 1575 vond tijdens de nachtmis in de Sint-Servaaskerk een moord plaats, waarbij een Duitse soldaat door een Spanjaard werd vermoord.
De Spaanse bezetting drukte zozeer op de Maastrichtse bevolking dat zij in oktober 1576 in opstand kwam. Burgers hadden een deel van de Duitse militairen kunnen overhalen mee in opstand te komen. Gezamenlijk zouden ze de koningsgezinden de stad uit jagen. De opstandige burgers bewogen gouverneur De Montesdoca om zich met zijn troepen in Wyck, aan de overzijde van de Maas, terug te trekken. Toen hij echter daarna op 20 oktober naar het stadhuis in De Lanscroon werd ontboden om te onderhandelen over de verdere aftocht van de regeringstroepen, werd hij door de opstandelingen gevangengenomen. D'Ayala probeerde de gouverneur tevergeefs te ontzetten met vijftig musketiers. Deze werden door de burgers naar Wyck teruggedreven. Vargas en Toledo, die toevallig met acht vendels lichte ruiterij onderweg waren naar Maastricht, hadden kennis gekregen van de gebeurtenissen rondom de gevangengenomen gouverneur. De Staatsen hadden gepoogd om Don Alonso de Vargas bij Leuven tegen te houden, maar het was hem gelukt door te stoten naar Aalst. In Aalst probeerde hij de muiters aldaar te overwegen zich bij hem aan te sluiten. Deze hadden echter verkozen om in Aalst te blijven. Don Alonso de Vargas trok vervolgens door naar Maastricht. Don Alonso de Vargas en Toledo (met de hulp van enkele honderden muitende soldaten) besloten meteen Maastricht aan te vallen om d’Ayala te bevrijden.

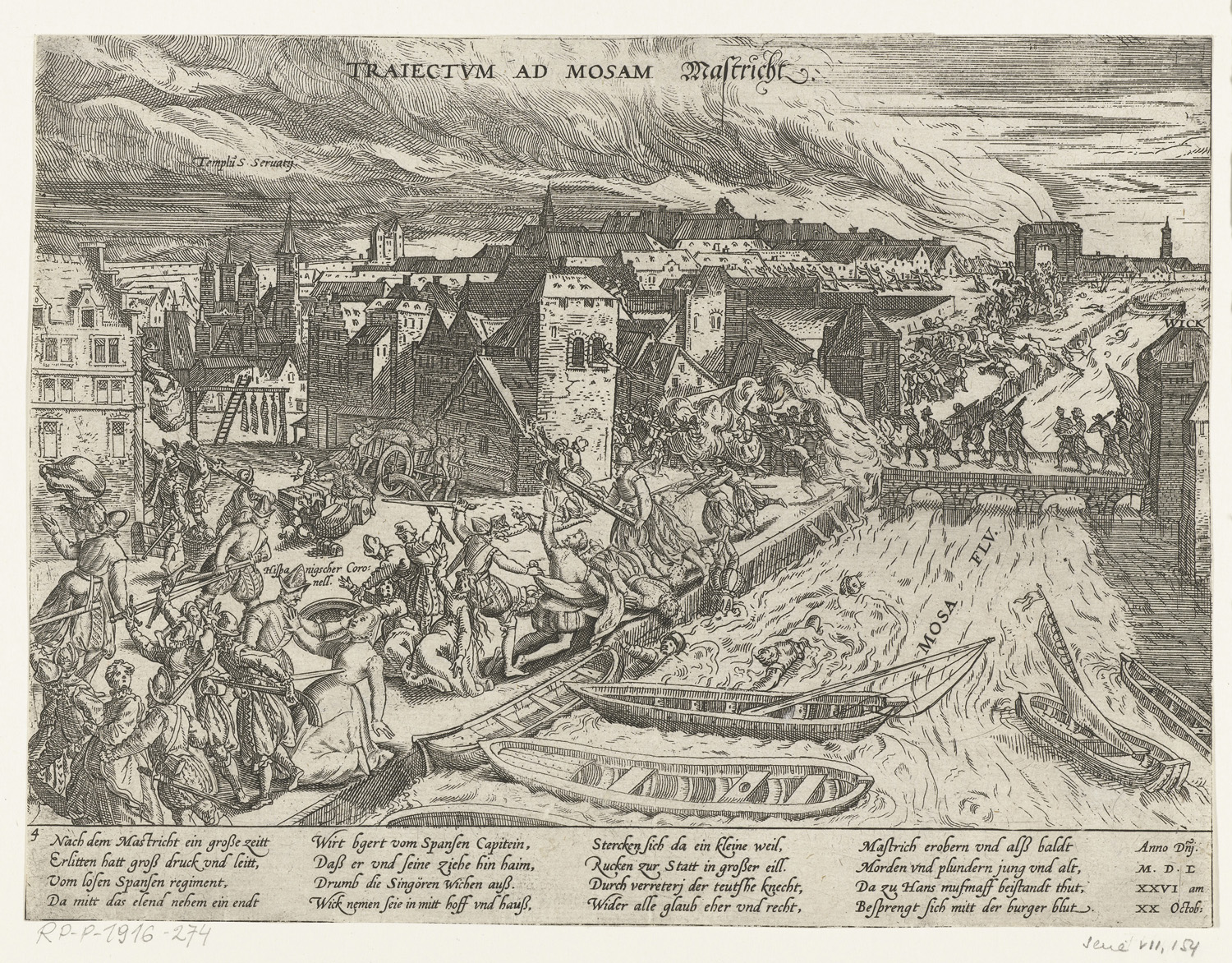
Moord en plundering door Spaanse soldaten te Maastricht, 20 oktober 1576 (collectie Rijksmuseum Amsterdam)

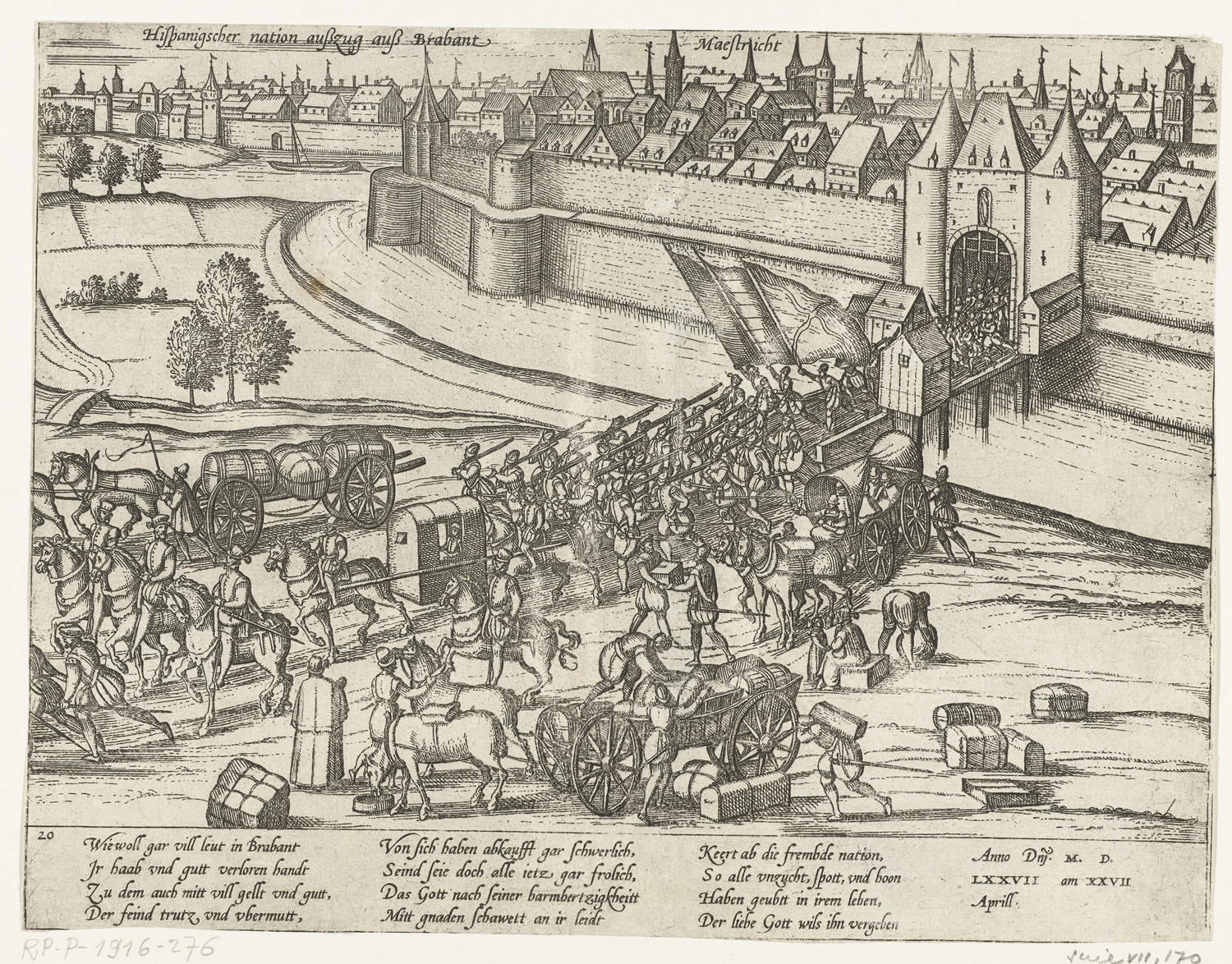
Aftocht in 1577, door Frans Hogenberg (collectie Rijksmuseum Amsterdam)

## Verloop
Na de gevangenneming van De Montesdoca, waarschuwde zijn onderbevelhebber Martino d’Ayala andere Spaanse legereenheden, die in de buurt van Maastricht gelegerd waren. Een deel van een Spaanse compagnie onder leiding van Don Alonso de Vargas trok vanuit Brussel via Aalst, door het Land van Loon naar Maastricht, waar ze op 20 oktober aankwamen. Zij probeerden vanuit Wyck de stad binnen te dringen. De rest van de muiters viel de stad van de andere kant (Brusselsepoort) aan. De burgers hadden aan de overkant van de brug een batterij kanonnen opgesteld, hetgeen een gewisse dood zou betekenen voor de muiters als ze de brug zouden bestormen. Luitenant D'Ayala liet echter net zoals de Geuzen dat in 1572 te Medemblik deden, vrouwen uit Wyck gebruiken als levend schild, zodat de Maastrichtse opstandelingen niet konden schieten terwijl de regeringssoldaten de Sint Servaasbrug overstaken. Vargas wist aan de andere kant de Brusselsepoort in te nemen. De Duitse huursoldaten stonden op het Vrijthof in slagorde opgesteld, maar grepen niet in. Zij sloten zich bij de muiters aan en plunderden gezamenlijk de stad. Door gevechten, moordpartijen, brandstichting en verdrinking in de Maas kwamen volgens ooggetuigen ongeveer 1500 burgers om het leven. De Montesdoca werd bevrijd. De plunderingen, moord en verkrachtingen waren zo vreselijk geweest dat een tijdgenoot ervan zei "degenen, die in het leven bleven, zichzelven ongelukkiger achtten, dan degenen, die vromelijk vechtende daar dood gebleven waren"

## Nasleep
Don Alonso zou ook betrokken raken bij de Spaanse Furie van Antwerpen in november 1576. Drie Duitse vendels waren met hem uit Maastricht meegekomen. Enkele weken later, na het sluiten van de Pacificatie van Gent, kregen alle muiters amnestie. Van de Duitsers werd daarna de eed afgenomen. Zij deden vanaf dat moment dienst in het leger van Vlaanderen. Ze werden gelegerd in de omstreken van Maastricht. In 1577 werd er een wapenstilstand (Eeuwig Edict) overeengekomen waarin bepaald was dat alle troepen van Filips II de Nederlanden zouden verlaten. Bijna twee maanden later verlieten de bezetters op 27 april 1577 de stad. Maar hij zou bij vertrek nog vier wijken in brand gestoken hebben. Maastricht besloot daarna om aan Staatse zijde te gaan staan, waarop Alexander Farnese in 1579 Maastricht belegerde, hetgeen voor de stad desastreus eindigde. De jaren die volgden brachten hongersnood en de economische activiteit daalde tot een dieptepunt.